# Волгоградская государственная академия последипломного образования
Волгоградская государственная академия последипломного образования — высшее учебное заведение дополнительного профессионального образования, основанное 26 ноября 1929 года, осуществляющее подготовку и переподготовку работников образования в системе министерства образования и науки России.

## Основная история
В 1929 году Постановлением Совета народных комиссаров СССР на базе Сталинградского отделения Нижневолжского института повышения квалификации кадров народного образования был создан Сталинградский 
вечерний институт повышения квалификации просвещенцев с очной и заочной формами обучения, разделённые на пять групп обучающихся в общем количестве двести человек. В структуре института были созданы три факультета: обществоведов, словесников и физико-математиков. 
В 1934 году на базе вечернего института повышения квалификации просвещенцев был создан Сталинградский краевой, с 1937 года — областной институт повышения квалификации кадров народного образования. В 1938 году Постановлением СНК СССР и Приказом народного комиссариата просвещения РСФСР «для всестороннего и систематического усовершенствования квалификации кадров народного образования» на базе Свердловского областного ИПК народного образования и Свердловского областного педагогического кабинета был создан Сталинградский областной институт усовершенствования учителей на правах высшего учебного заведения, основной задачей института было осуществление всесторонней  подготовки образовательных кадров на основе наилучшего педагогического опыта.
10 ноября 1961 года Сталинградский ОИУУ был переименован в Волгоградский областной институт усовершенствования учителей, основной упор на тот период в институте делался на спецкурсы по переподготовке и повышению квалификации политехнических образовательных кадров по таким предметам как: сельскохозяйственное производство, химические технологии, энергетика, химическая технология и машиноведение, проводились семинары для директоров школ и завучей. С 1973 года ВОИУУ совместно с ВГПИ имени А. С. Серафимовича были созданы курсы для обучения городских и сельских учителей творческим подходам в своей повседневной практике,  выпускались научно-методические работы по вопросам образования учащихся и формирования у них индивидуального мышления.
С 1981 года при активном участии ВОИУУ в Волгоградской области начал работать региональный научно-производственный педагогический комплекс, который в своей основе соединил все областные учебно-педагогические заведения и органы управления в основе которого было создание комплексного подхода в стремлении к формированию социальной, образованной и гармонически развитой личности, эта модель считается уникальной.
В 1993 году на короткое время ВОИУУ был реорганизован в Институт повышения квалификации Волгоградского педагогического университета, но в этом же году  Постановлением Правительства Российской Федерации на базе ИПК ВПУ был создан Волгоградский институт повышения квалификации и переподготовки специалистов образовательных учреждений. В 1998 году в структуру института вошли Волгоградский областной учебно-методический кабинет профессионально-технического образования и областной центр развития образования. 12 января 2001 года Постановлением Вологодского правительства № 20 Волгоградский институт повышения квалификации и переподготовки специалистов образовательных учреждений был переименован в Волгоградский государственный институт повышения квалификации и переподготовки работников образования. 
25 декабря 2007 года Постановлением Правительства Российской Федерации на базе Волгоградского государственного института повышения квалификации и переподготовки работников образования была создана Волгоградская государственная академия повышения квалификации и переподготовки работников образования. 24 июня 2013 года Постановлением Правительства Волгоградской области № 303-п на базе Волгоградской государственной академии повышения квалификации и переподготовки работников образования была создана Волгоградская государственная академия последипломного образования в составе института создано четыре кафедры по различным педагогическим дисциплинам, учебно-методическое управление и пятнадцать научно-педагогических и учебно-методических центров. В составе профессорско-педагогического состава на 2020 год имеется 9 докторов и 40 кандидатов наук, 4 профессора и 16 доцентов.

## Структура

### Кафедры
- Кафедра культуры, искусства и общественных дисциплин
- Кафедра дошкольного и начального общего образования
- Кафедра естественнонаучных дисциплин, информатики и технологии
- Кафедра коррекционной педагогики, физической культуры и ОБЖ

### Центры
- Центр оценки качества образования
- Центр психолого-педагогического сопровождения
- Центр дополнительного образования детей
- Центр инклюзивного образования
- Центр обработки информации
- Центр редакционно-издательский
- Центр гражданско-патриотического воспитания
- Центр духовно-нравственного воспитания детей и молодежи
- Центр аттестации педагогических работников
- Центр информационного обеспечения
- Центр математического образования
- Центр организационно-правового обеспечения образовательных учреждений
- Центр развития профессионального образования
- Центр сопровождения инновационных проектов
- Центр филологического образования

## Руководители
- 1934—1943 — В. П. Горелов
- 1943 — Н. М. Кузнецова
- 1943—1956 — А. М. Тарабанько
- 1956—1966 — Н. И. Миронова
- 1966—1978 — В. Я. Доронин
- 1978—1987 — Л. М. Серёгина
- 1987—1993 — Е. М. Крикунов
- 1993—2000 — к.п.н., доцент Н. М. Романенко
- 2000—2009 — д.ф.н., профессор В. И. Супрун
- 2009—2016 — д.и.н., профессор Н. А. Болотов
- 2016—2017 — д.п.н., профессор А. М.  Коротков
- с 2017 — д.п.н., профессор С. В. Куликова